# 圣安德肋堂 (威尼斯)
圣安德肋堂 （Chiesa di Sant'Andrea Apostolo ou della Zirada Venezia）是一座教堂和修道院，位于意大利威尼斯。
教堂和修道院都供奉圣安德肋，由四位贵族妇女于1329年创建。该堂重建于1479年。原来哥特式建筑留存最重要部分是立面。值得注意的是伊斯特利亚白石大门。内部为单中殿，朴素的天花板，哥特式唱经楼为17世纪灰泥装饰。
主要艺术品有多梅尼科·丁托列托（Domenico Tintoretto）的“死去的基督在圣嘉禄·鲍禄茂和天使之间”，巴丽斯·博尔多内（Paris Bordon）的“圣奥斯定与两位天使”，以及保罗·委罗内塞的“圣热罗尼莫”（St. Jerome）。

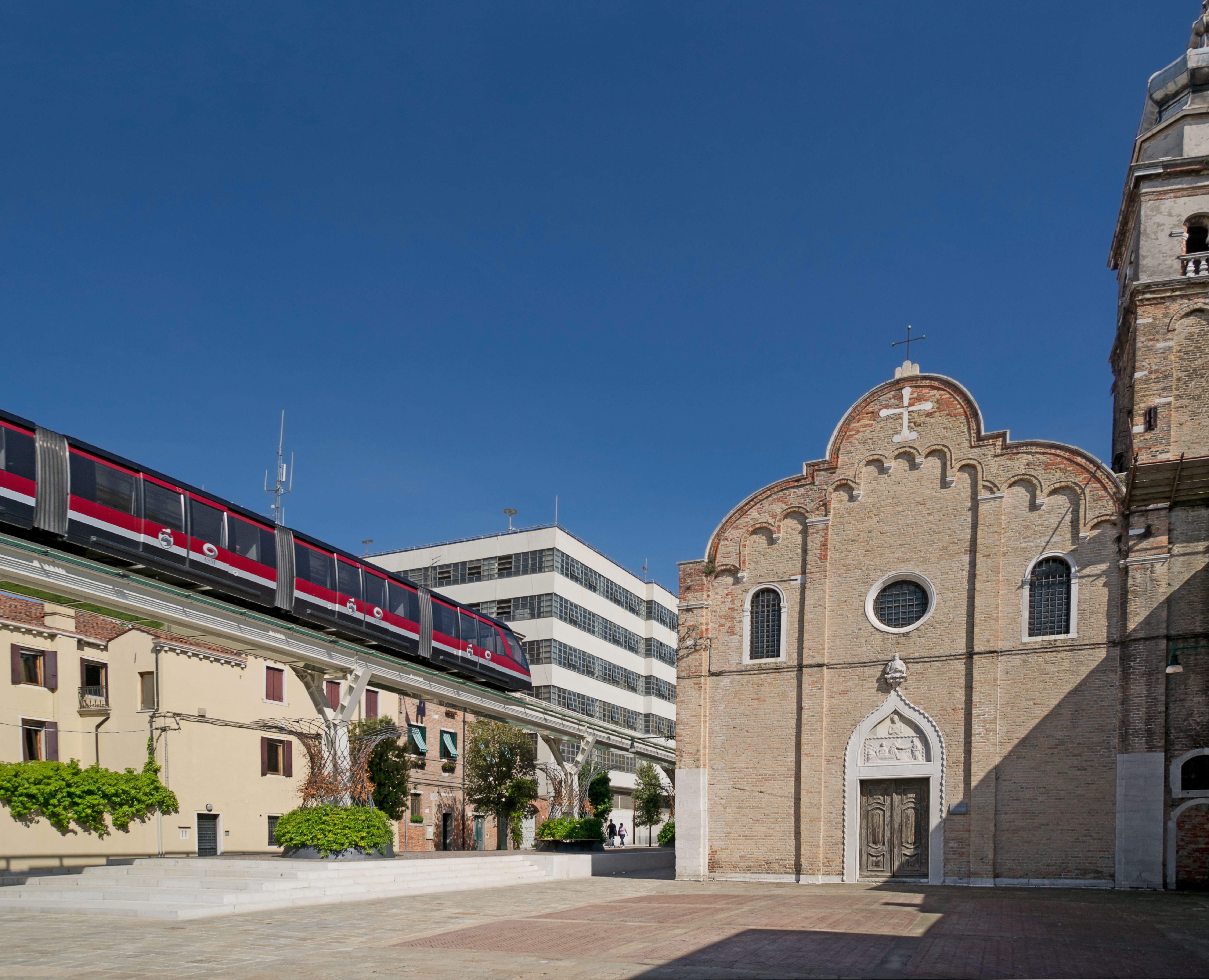
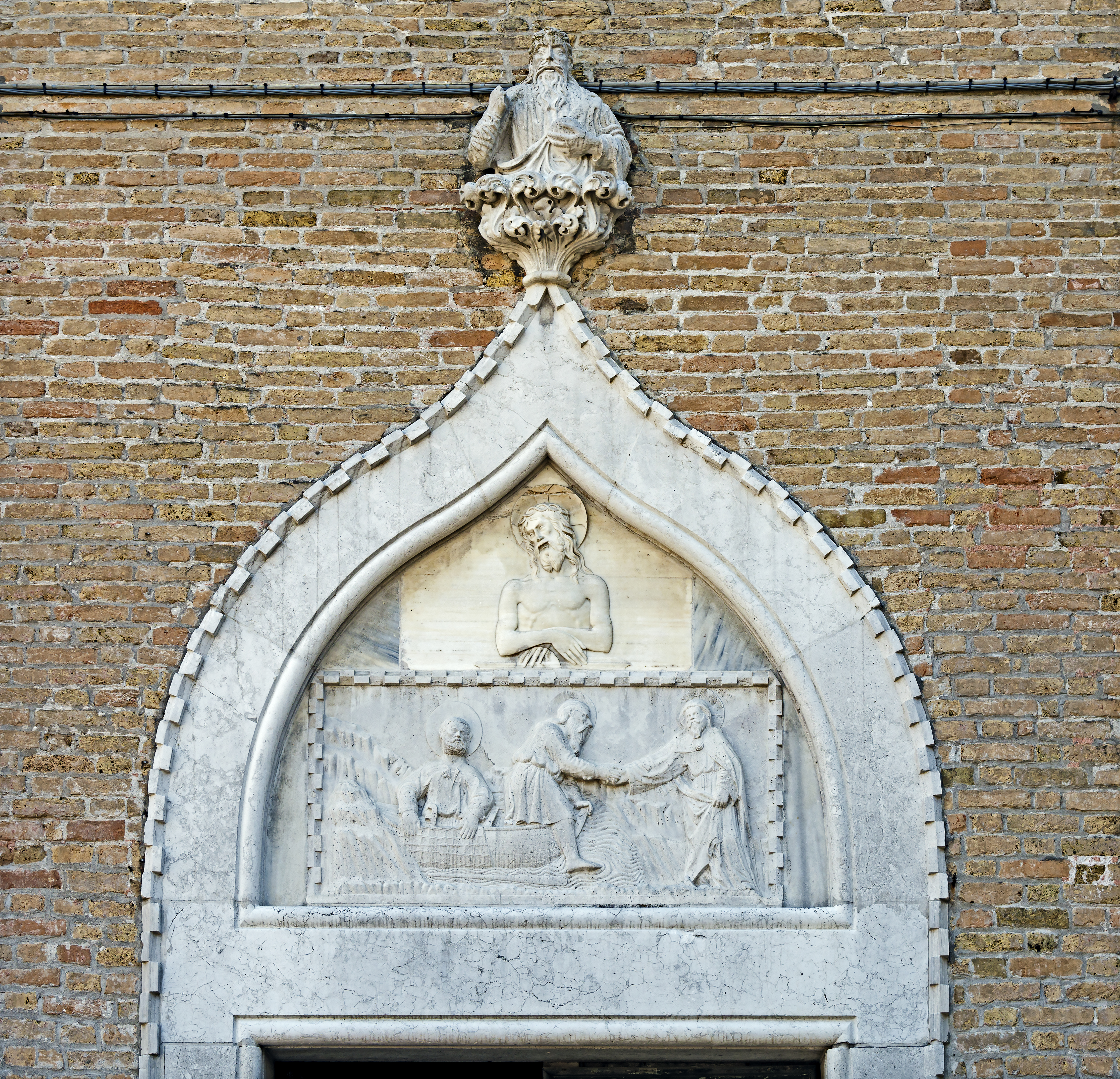
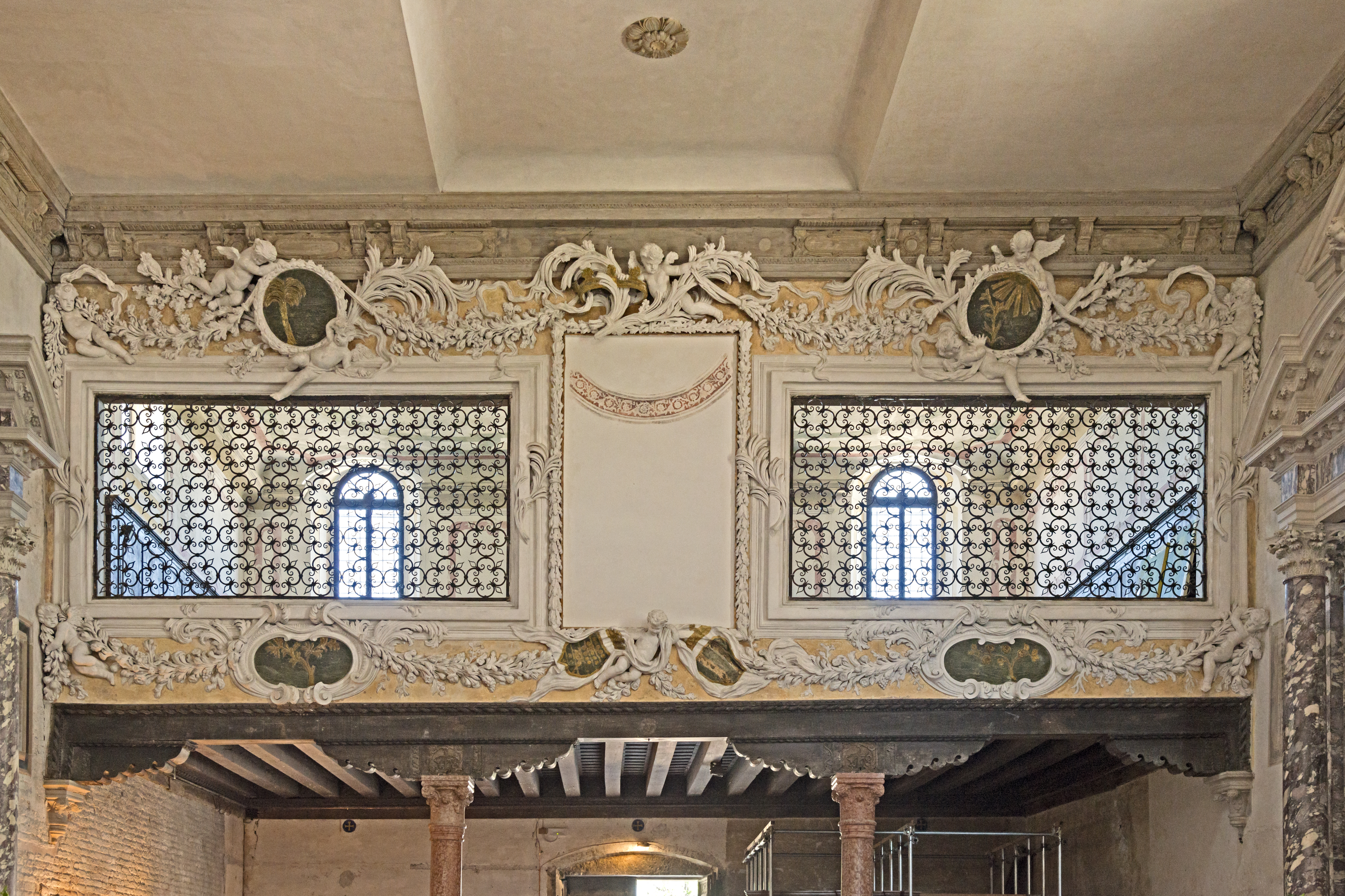
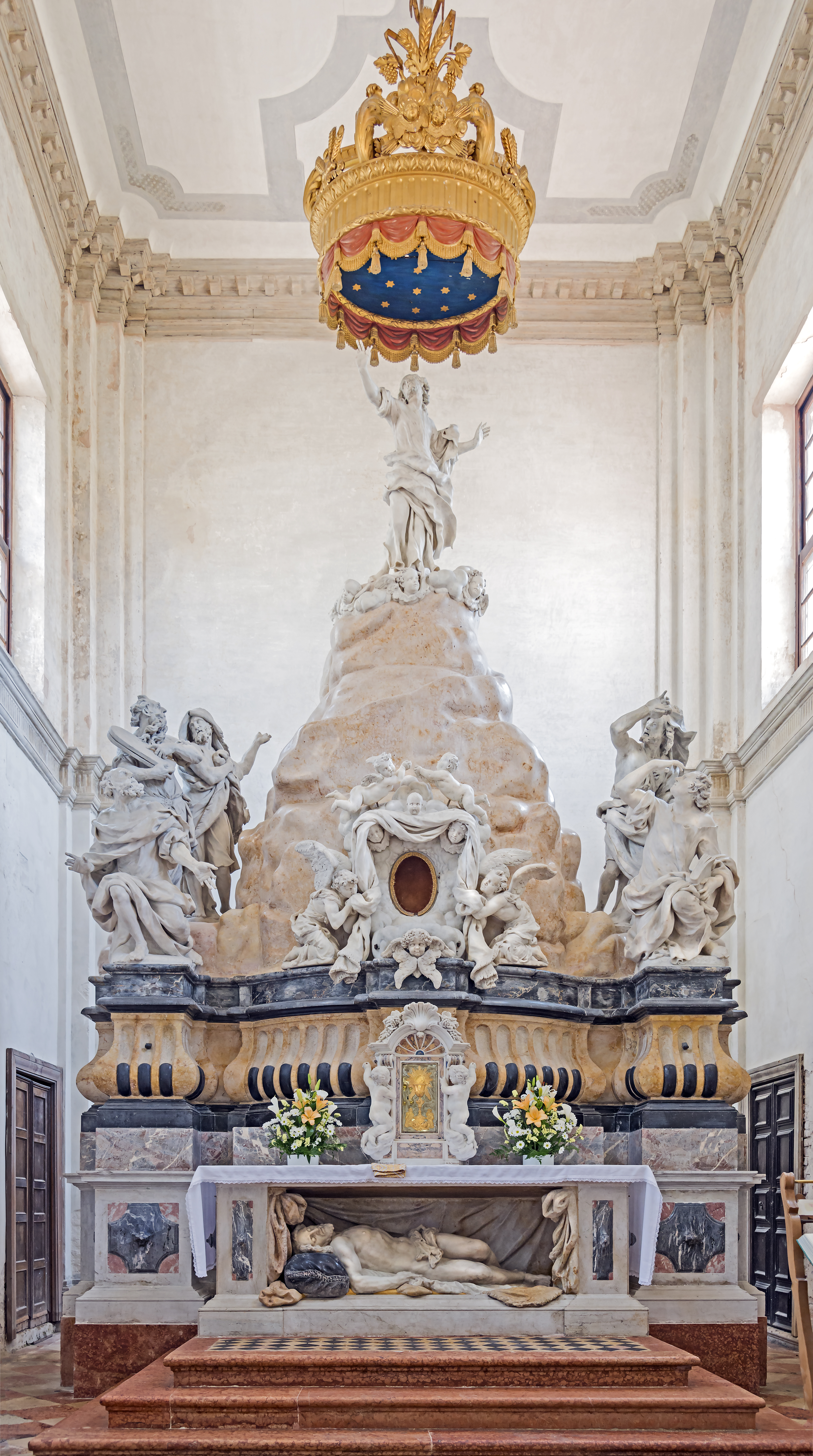
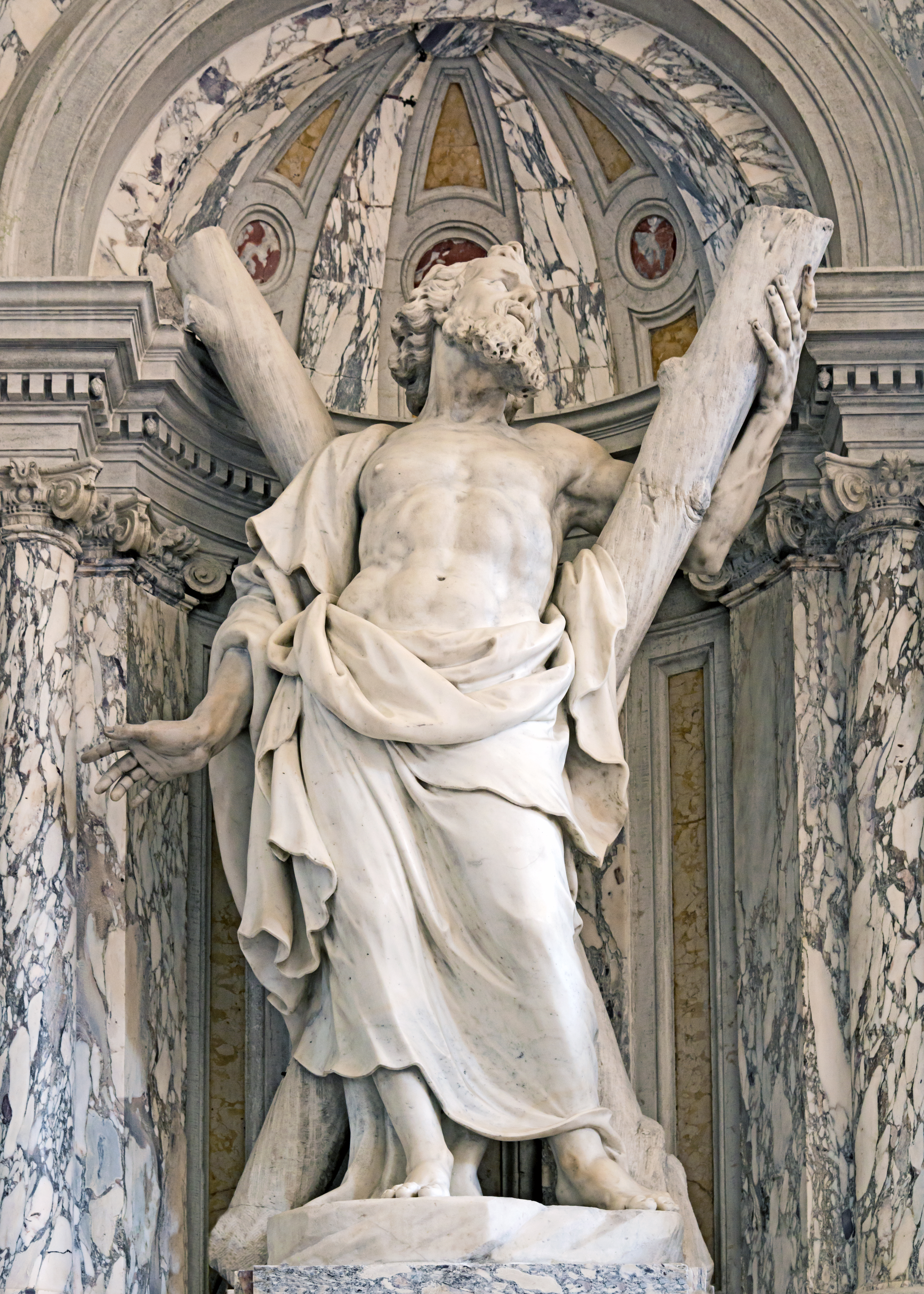
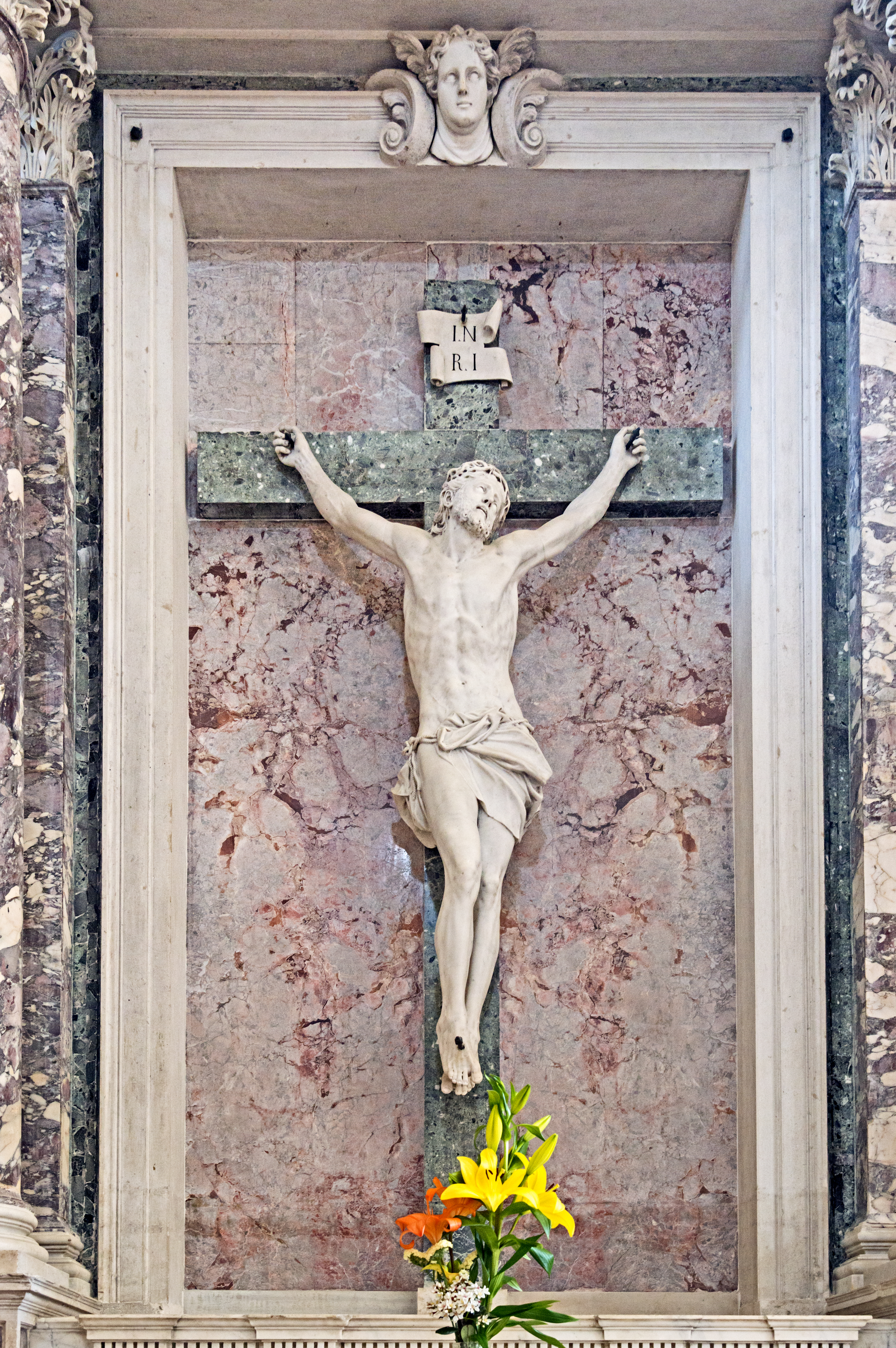
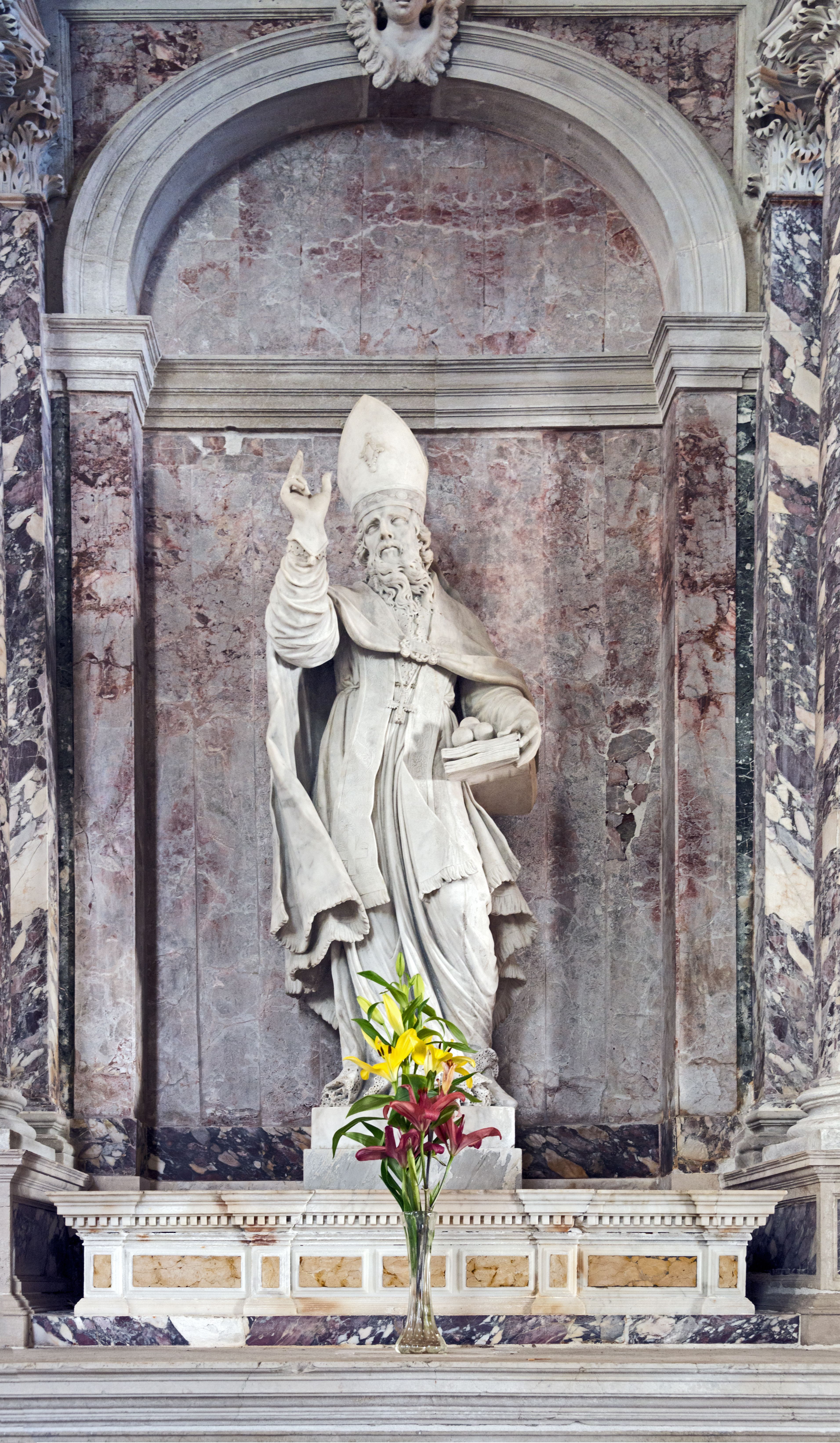
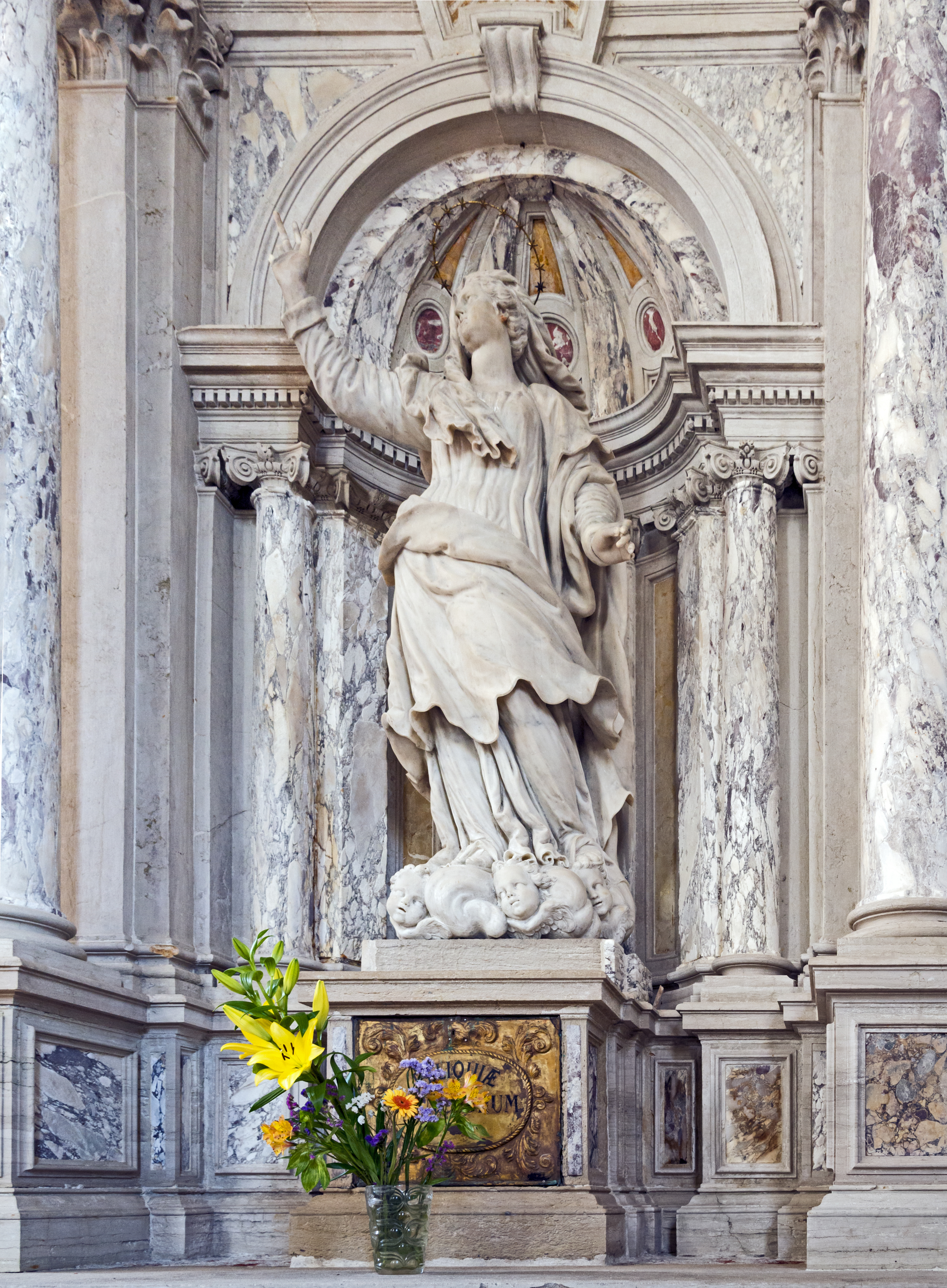
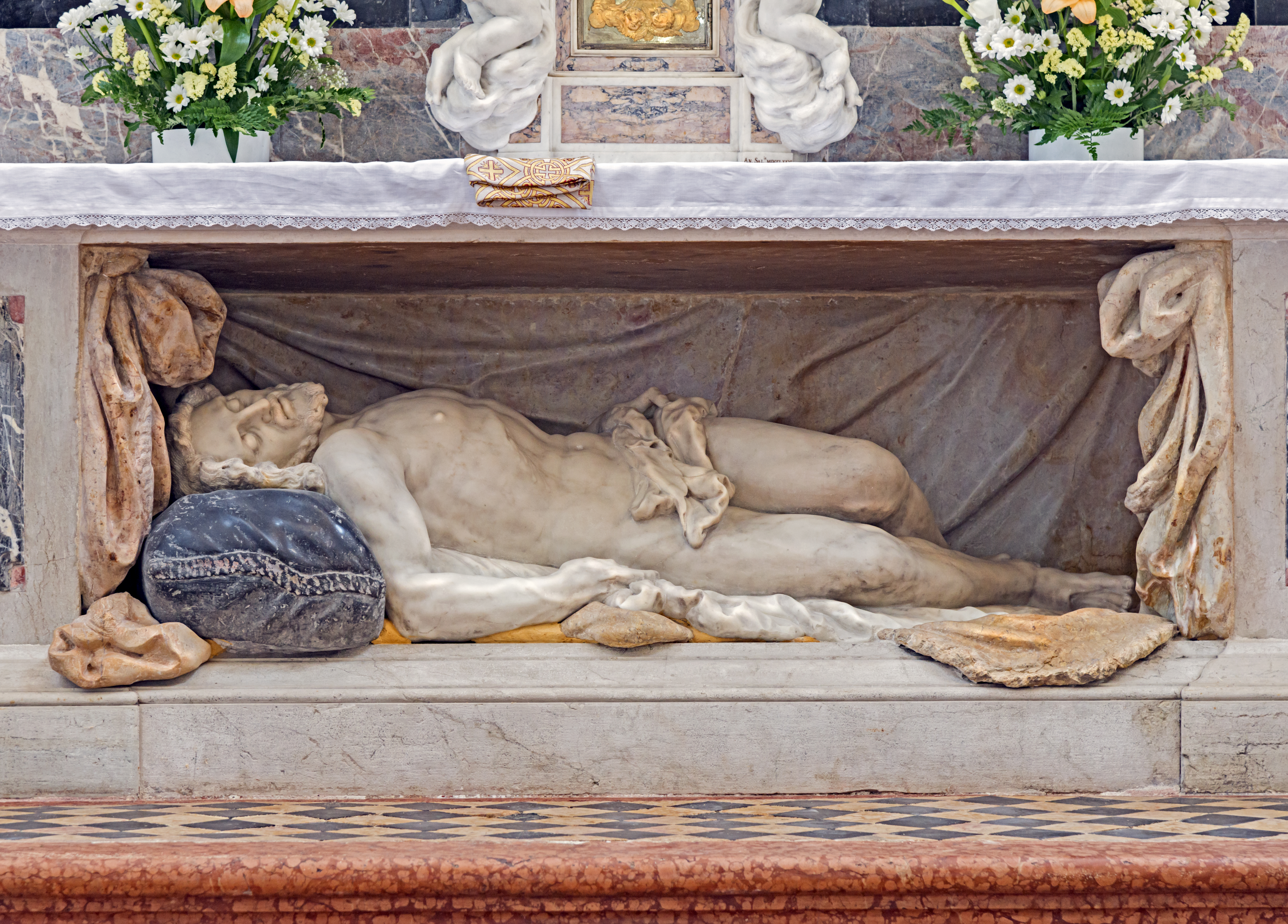